# Mîtkiv, Haisîn
Mîtkiv (în ucraineană Митків) este localitatea de reședință a comunei Mîtkiv din raionul Haisîn, regiunea Vinnița, Ucraina.

## Demografie
Componența lingvistică a localității Mîtkiv
     Ucraineană (98,92%)
     Alte limbi (0,95%)
Conform recensământului din 2001, majoritatea populației localității Mîtkiv era vorbitoare de ucraineană (98,92%), existând în minoritate și vorbitori de alte limbi.